# Rodrigue de Castille

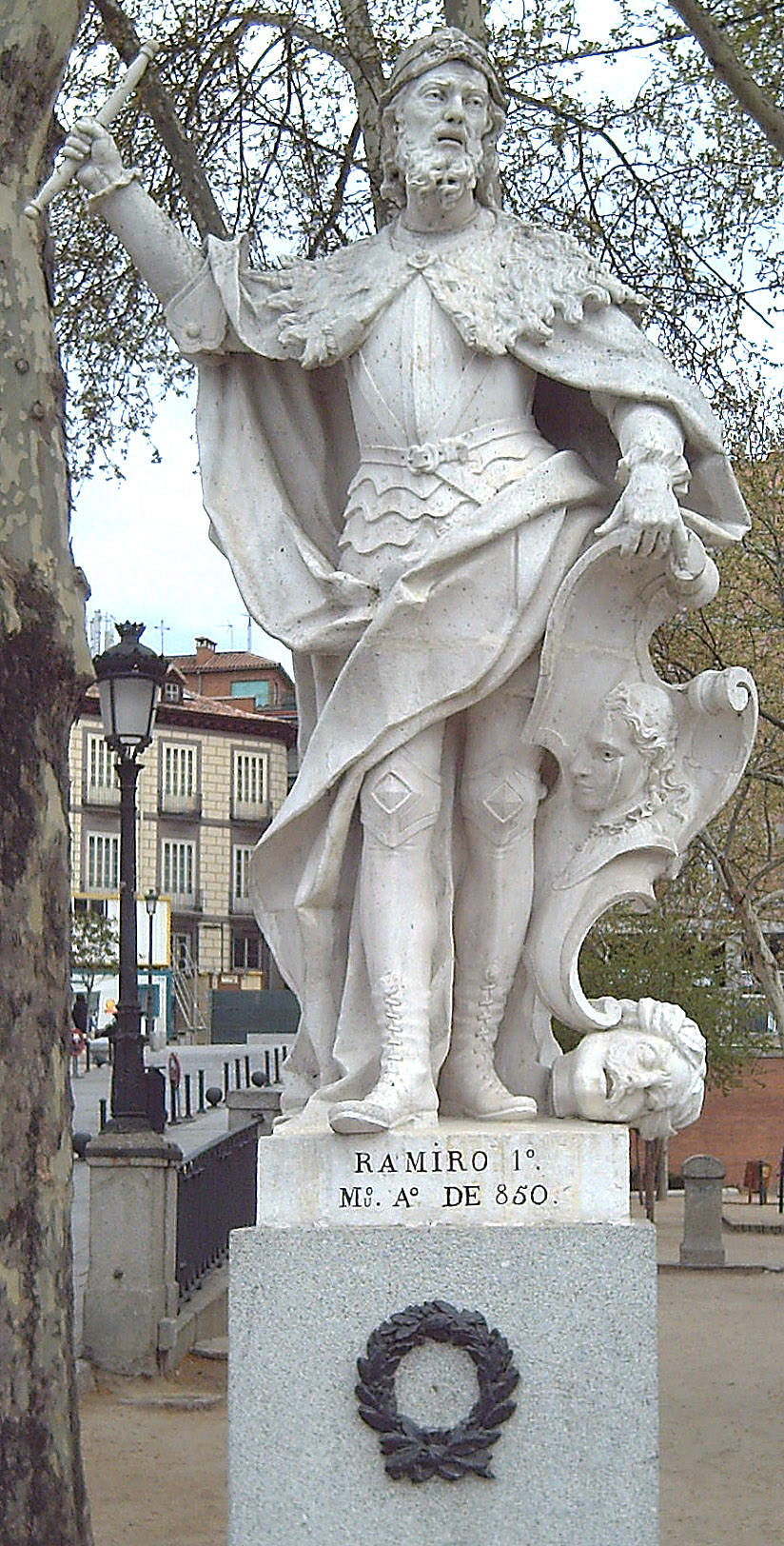
Rodrigue de Castille est vraisemblablement fils de.

Rodrigue (Rodrigo en castillan), est né vers 825 dans le royaume des Asturies et mort le 4 octobre 873 en Castille. Il est le premier comte de Castille de 860 à sa mort en 873. Il cumule ce titre avec le titre de comte d'Alava à partir de 868.
Gouverneur d’une marche à l’est du royaume des Asturies, il réussit à devenir l’un des plus puissants seigneurs chrétiens et peut être considéré comme le fondateur de la Castille. Ordoño Ier met à profit la domination militaire asturienne croissante ainsi que les problèmes internes de l'Émirat pour établir et fortifier des places stratégiques dans le bassin du Douro. Rodrigue, fait premier comte de Castille par Ordoño Ier, repeuple la Peña d'Amaya, ce qui assure la présence asturienne sur la rive droite de l'Èbre.

## Sa famille
Rodrigue de Castille serait fils de Ramire Ier (791 - 850), roi des Asturies (842- 850) et le demi-frère d’Ordoño Ier d'Oviedo (821 - 866), roi des Asturies (850 - 866).
Jusqu'à l'avènement de Ramire Ier la succession au trône n'est pas patrilinéaire et les filles des rois jouent un rôle considérable. Il est donc important que la mère de Rodrigue, Paterna de Castille, soit d'ascendance royale ; elle est possiblement arrière-petite-fille de Fruela Ier des Asturies, fille de Diego Rodriguez, comte en Castille et d’une Paterna Porcelos, qui descendrait des Balthes[réf. nécessaire].
Ses origines wisigothes contribuent à faire du premier comte de Castille un personnage important de l’Espagne chrétienne.
| Urraca (?) Galicienne | Urraca (?) Galicienne | Urraca (?) Galicienne | Urraca (?) Galicienne | Urraca (?) Galicienne | Urraca (?) Galicienne |  |  |  |  |  |  |                                 |                                 |                                 |                                 |                                 |                                 |                |                |                |                |                |                | Ramire Ier roi d'Oviedo († 850)        | Ramire Ier roi d'Oviedo († 850)        | Ramire Ier roi d'Oviedo († 850)        | Ramire Ier roi d'Oviedo († 850)        | Ramire Ier roi d'Oviedo († 850)        | Ramire Ier roi d'Oviedo († 850)        |                                 |                                 |                                 |                                 |                                 |                                 |                                  |                               |                               |                               |                               |                               |                                 |                                |                                |                                |                                |                                | Paterna de Castille († 848)          | Paterna de Castille († 848)          | Paterna de Castille († 848)          | Paterna de Castille († 848)          | Paterna de Castille († 848)          | Paterna de Castille († 848)          |                                     |                                     |                                     |                                     |                                     |                                     |            |            |            |            |            |            |                                  |                                  |                                  |                                  |                                  |                                  |  |  |  |  |  |  |  |  |  |  |  |  |  |  |
| Urraca (?) Galicienne | Urraca (?) Galicienne | Urraca (?) Galicienne | Urraca (?) Galicienne | Urraca (?) Galicienne | Urraca (?) Galicienne |  |  |  |  |  |  |                                 |                                 |                                 |                                 |                                 |                                 |                |                |                |                |                |                | Ramire Ier roi d'Oviedo († 850)        | Ramire Ier roi d'Oviedo († 850)        | Ramire Ier roi d'Oviedo († 850)        | Ramire Ier roi d'Oviedo († 850)        | Ramire Ier roi d'Oviedo († 850)        | Ramire Ier roi d'Oviedo († 850)        |                                 |                                 |                                 |                                 |                                 |                                 |                                  |                               |                               |                               |                               |                               |                                 |                                |                                |                                |                                |                                | Paterna de Castille († 848)          | Paterna de Castille († 848)          | Paterna de Castille († 848)          | Paterna de Castille († 848)          | Paterna de Castille († 848)          | Paterna de Castille († 848)          |                                     |                                     |                                     |                                     |                                     |                                     |            |            |            |            |            |            |                                  |                                  |                                  |                                  |                                  |                                  |  |  |  |  |  |  |  |  |  |  |  |  |  |  |
|                       |                       |                       |                       |                       |                       |  |  |  |  |  |  |                                 |                                 |                                 |                                 |                                 |                                 |                |                |                |                |                |                |                                        |                                        |                                        |                                        |                                        |                                        |                                 |                                 |                                 |                                 |                                 |                                 |                                  |                               |                               |                               |                               |                               |                                 |                                |                                |                                |                                |                                |                                      |                                      |                                      |                                      |                                      |                                      |                                     |                                     |                                     |                                     |                                     |                                     |            |            |            |            |            |            |                                  |                                  |                                  |                                  |                                  |                                  |  |  |  |  |  |  |  |  |  |  |  |  |  |  |
|                       |                       |                       |                       |                       |                       |  |  |  |  |  |  | Ordoño Ier roi d'Oviedo († 866) | Ordoño Ier roi d'Oviedo († 866) | Ordoño Ier roi d'Oviedo († 866) | Ordoño Ier roi d'Oviedo († 866) | Ordoño Ier roi d'Oviedo († 866) | Ordoño Ier roi d'Oviedo († 866) |                |                |                |                |                |                |                                        |                                        |                                        |                                        |                                        |                                        |                                 |                                 |                                 |                                 |                                 |                                 | Rodrigue cte Castille († 873)    | Rodrigue cte Castille († 873) | Rodrigue cte Castille († 873) | Rodrigue cte Castille († 873) | Rodrigue cte Castille († 873) | Rodrigue cte Castille († 873) |                                 |                                |                                |                                |                                |                                |                                      |                                      |                                      |                                      |                                      |                                      |                                     |                                     |                                     |                                     |                                     |                                     |            |            |            |            |            |            |                                  |                                  |                                  |                                  |                                  |                                  |  |  |  |  |  |  |  |  |  |  |  |  |  |  |
|                       |                       |                       |                       |                       |                       |  |  |  |  |  |  | Ordoño Ier roi d'Oviedo († 866) | Ordoño Ier roi d'Oviedo († 866) | Ordoño Ier roi d'Oviedo († 866) | Ordoño Ier roi d'Oviedo († 866) | Ordoño Ier roi d'Oviedo († 866) | Ordoño Ier roi d'Oviedo († 866) |                |                |                |                |                |                |                                        |                                        |                                        |                                        |                                        |                                        |                                 |                                 |                                 |                                 |                                 |                                 | Rodrigue cte Castille († 873)    | Rodrigue cte Castille († 873) | Rodrigue cte Castille († 873) | Rodrigue cte Castille († 873) | Rodrigue cte Castille († 873) | Rodrigue cte Castille († 873) |                                 |                                |                                |                                |                                |                                |                                      |                                      |                                      |                                      |                                      |                                      |                                     |                                     |                                     |                                     |                                     |                                     |            |            |            |            |            |            |                                  |                                  |                                  |                                  |                                  |                                  |  |  |  |  |  |  |  |  |  |  |  |  |  |  |
|                       |                       |                       |                       |                       |                       |  |  |  |  |  |  |                                 |                                 |                                 |                                 |                                 |                                 |                |                |                |                |                |                |                                        |                                        |                                        |                                        |                                        |                                        |                                 |                                 |                                 |                                 |                                 |                                 |                                  |                               |                               |                               |                               |                               |                                 |                                |                                |                                |                                |                                |                                      |                                      |                                      |                                      |                                      |                                      |                                     |                                     |                                     |                                     |                                     |                                     |            |            |            |            |            |            |                                  |                                  |                                  |                                  |                                  |                                  |  |  |  |  |  |  |  |  |  |  |  |  |  |  |
|                       |                       |                       |                       |                       |                       |  |  |  |  |  |  |                                 |                                 |                                 |                                 |                                 |                                 |                |                |                |                |                |                | Diego "Porcellos" cte Castille († 885) | Diego "Porcellos" cte Castille († 885) | Diego "Porcellos" cte Castille († 885) | Diego "Porcellos" cte Castille († 885) | Diego "Porcellos" cte Castille († 885) | Diego "Porcellos" cte Castille († 885) |                                 |                                 |                                 |                                 |                                 |                                 |                                  |                               |                               |                               |                               |                               |                                 |                                |                                |                                |                                |                                | Nuño Rasura juge de Castille († 865) | Nuño Rasura juge de Castille († 865) | Nuño Rasura juge de Castille († 865) | Nuño Rasura juge de Castille († 865) | Nuño Rasura juge de Castille († 865) | Nuño Rasura juge de Castille († 865) |                                     |                                     |                                     |                                     |                                     |                                     |            |            |            |            |            |            |                                  |                                  |                                  |                                  |                                  |                                  |  |  |  |  |  |  |  |  |  |  |  |  |  |  |
|                       |                       |                       |                       |                       |                       |  |  |  |  |  |  |                                 |                                 |                                 |                                 |                                 |                                 |                |                |                |                |                |                | Diego "Porcellos" cte Castille († 885) | Diego "Porcellos" cte Castille († 885) | Diego "Porcellos" cte Castille († 885) | Diego "Porcellos" cte Castille († 885) | Diego "Porcellos" cte Castille († 885) | Diego "Porcellos" cte Castille († 885) |                                 |                                 |                                 |                                 |                                 |                                 |                                  |                               |                               |                               |                               |                               |                                 |                                |                                |                                |                                |                                | Nuño Rasura juge de Castille († 865) | Nuño Rasura juge de Castille († 865) | Nuño Rasura juge de Castille († 865) | Nuño Rasura juge de Castille († 865) | Nuño Rasura juge de Castille († 865) | Nuño Rasura juge de Castille († 865) |                                     |                                     |                                     |                                     |                                     |                                     |            |            |            |            |            |            |                                  |                                  |                                  |                                  |                                  |                                  |  |  |  |  |  |  |  |  |  |  |  |  |  |  |
|                       |                       |                       |                       |                       |                       |  |  |  |  |  |  |                                 |                                 |                                 |                                 |                                 |                                 |                |                |                |                |                |                |                                        |                                        |                                        |                                        |                                        |                                        |                                 |                                 |                                 |                                 |                                 |                                 |                                  |                               |                               |                               |                               |                               |                                 |                                |                                |                                |                                |                                |                                      |                                      |                                      |                                      |                                      |                                      |                                     |                                     |                                     |                                     |                                     |                                     |            |            |            |            |            |            |                                  |                                  |                                  |                                  |                                  |                                  |  |  |  |  |  |  |  |  |  |  |  |  |  |  |
|                       |                       |                       |                       |                       |                       |  |  |  |  |  |  |                                 |                                 |                                 |                                 |                                 |                                 | Plusieurs fils | Plusieurs fils | Plusieurs fils | Plusieurs fils | Plusieurs fils | Plusieurs fils |                                        |                                        |                                        |                                        |                                        |                                        | Gutina                          | Gutina                          | Gutina                          | Gutina                          | Gutina                          | Gutina                          |                                  |                               |                               |                               |                               |                               | Fernando Nunez Niger            | Fernando Nunez Niger           | Fernando Nunez Niger           | Fernando Nunez Niger           | Fernando Nunez Niger           | Fernando Nunez Niger           |                                      |                                      |                                      |                                      |                                      |                                      | Nuno Nunez cte Castille († 915)     | Nuno Nunez cte Castille († 915)     | Nuno Nunez cte Castille († 915)     | Nuno Nunez cte Castille († 915)     | Nuno Nunez cte Castille († 915)     | Nuno Nunez cte Castille († 915)     |            |            |            |            |            |            | Ne                               | Ne                               | Ne                               | Ne                               | Ne                               | Ne                               |  |  |  |  |  |  |  |  |  |  |  |  |  |  |
|                       |                       |                       |                       |                       |                       |  |  |  |  |  |  |                                 |                                 |                                 |                                 |                                 |                                 | Plusieurs fils | Plusieurs fils | Plusieurs fils | Plusieurs fils | Plusieurs fils | Plusieurs fils |                                        |                                        |                                        |                                        |                                        |                                        | Gutina                          | Gutina                          | Gutina                          | Gutina                          | Gutina                          | Gutina                          |                                  |                               |                               |                               |                               |                               | Fernando Nunez Niger            | Fernando Nunez Niger           | Fernando Nunez Niger           | Fernando Nunez Niger           | Fernando Nunez Niger           | Fernando Nunez Niger           |                                      |                                      |                                      |                                      |                                      |                                      | Nuno Nunez cte Castille († 915)     | Nuno Nunez cte Castille († 915)     | Nuno Nunez cte Castille († 915)     | Nuno Nunez cte Castille († 915)     | Nuno Nunez cte Castille († 915)     | Nuno Nunez cte Castille († 915)     |            |            |            |            |            |            | Ne                               | Ne                               | Ne                               | Ne                               | Ne                               | Ne                               |  |  |  |  |  |  |  |  |  |  |  |  |  |  |
|                       |                       |                       |                       |                       |                       |  |  |  |  |  |  |                                 |                                 |                                 |                                 |                                 |                                 |                |                |                |                |                |                |                                        |                                        |                                        |                                        |                                        |                                        |                                 |                                 |                                 |                                 |                                 |                                 |                                  |                               |                               |                               |                               |                               |                                 |                                |                                |                                |                                |                                |                                      |                                      |                                      |                                      |                                      |                                      |                                     |                                     |                                     |                                     |                                     |                                     |            |            |            |            |            |            |                                  |                                  |                                  |                                  |                                  |                                  |  |  |  |  |  |  |  |  |  |  |  |  |  |  |
|                       |                       |                       |                       |                       |                       |  |  |  |  |  |  |                                 |                                 |                                 |                                 |                                 |                                 |                |                |                |                |                |                |                                        |                                        |                                        |                                        |                                        |                                        |                                 |                                 |                                 |                                 |                                 |                                 | Gonzalo cte Castille († 932)     | Gonzalo cte Castille († 932)  | Gonzalo cte Castille († 932)  | Gonzalo cte Castille († 932)  | Gonzalo cte Castille († 932)  | Gonzalo cte Castille († 932)  |                                 |                                |                                |                                |                                |                                |                                      |                                      |                                      |                                      |                                      |                                      |                                     |                                     |                                     |                                     |                                     |                                     | Muniadomna | Muniadomna | Muniadomna | Muniadomna | Muniadomna | Muniadomna |                                  |                                  |                                  |                                  |                                  |                                  |  |  |  |  |  |  |  |  |  |  |  |  |  |  |
|                       |                       |                       |                       |                       |                       |  |  |  |  |  |  |                                 |                                 |                                 |                                 |                                 |                                 |                |                |                |                |                |                |                                        |                                        |                                        |                                        |                                        |                                        |                                 |                                 |                                 |                                 |                                 |                                 | Gonzalo cte Castille († 932)     | Gonzalo cte Castille († 932)  | Gonzalo cte Castille († 932)  | Gonzalo cte Castille († 932)  | Gonzalo cte Castille († 932)  | Gonzalo cte Castille († 932)  |                                 |                                |                                |                                |                                |                                |                                      |                                      |                                      |                                      |                                      |                                      |                                     |                                     |                                     |                                     |                                     |                                     | Muniadomna | Muniadomna | Muniadomna | Muniadomna | Muniadomna | Muniadomna |                                  |                                  |                                  |                                  |                                  |                                  |  |  |  |  |  |  |  |  |  |  |  |  |  |  |
|                       |                       |                       |                       |                       |                       |  |  |  |  |  |  |                                 |                                 |                                 |                                 |                                 |                                 |                |                |                |                |                |                |                                        |                                        |                                        |                                        |                                        |                                        |                                 |                                 |                                 |                                 |                                 |                                 |                                  |                               |                               |                               |                               |                               |                                 |                                |                                |                                |                                |                                |                                      |                                      |                                      |                                      |                                      |                                      |                                     |                                     |                                     |                                     |                                     |                                     |            |            |            |            |            |            |                                  |                                  |                                  |                                  |                                  |                                  |  |  |  |  |  |  |  |  |  |  |  |  |  |  |
|                       |                       |                       |                       |                       |                       |  |  |  |  |  |  |                                 |                                 |                                 |                                 |                                 |                                 |                |                |                |                |                |                |                                        |                                        |                                        |                                        |                                        |                                        |                                 |                                 |                                 |                                 |                                 |                                 |                                  |                               |                               |                               |                               |                               |                                 |                                |                                |                                |                                |                                | Ferdinand cte Castille († 970)       |                                      |                                      |                                      |                                      |                                      |                                     |                                     |                                     |                                     |                                     |                                     |            |            |            |            |            |            |                                  |                                  |                                  |                                  |                                  |                                  |  |  |  |  |  |  |  |  |  |  |  |  |  |  |
|                       |                       |                       |                       |                       |                       |  |  |  |  |  |  |                                 |                                 |                                 |                                 |                                 |                                 |                |                |                |                |                |                |                                        |                                        |                                        |                                        |                                        |                                        |                                 |                                 |                                 |                                 |                                 |                                 |                                  |                               |                               |                               |                               |                               |                                 |                                |                                |                                |                                |                                |                                      |                                      |                                      |                                      |                                      |                                      |                                     |                                     |                                     |                                     |                                     |                                     |            |            |            |            |            |            |                                  |                                  |                                  |                                  |                                  |                                  |  |  |  |  |  |  |  |  |  |  |  |  |  |  |
|                       |                       |                       |                       |                       |                       |  |  |  |  |  |  |                                 |                                 |                                 |                                 |                                 |                                 |                |                |                |                |                |                |                                        |                                        |                                        |                                        |                                        |                                        |                                 |                                 |                                 |                                 |                                 |                                 |                                  |                               |                               |                               |                               |                               |                                 |                                |                                |                                |                                |                                |                                      |                                      |                                      |                                      |                                      |                                      |                                     |                                     |                                     |                                     |                                     |                                     |            |            |            |            |            |            |                                  |                                  |                                  |                                  |                                  |                                  |  |  |  |  |  |  |  |  |  |  |  |  |  |  |
|                       |                       |                       |                       |                       |                       |  |  |  |  |  |  |                                 |                                 |                                 |                                 |                                 |                                 |                |                |                |                |                |                |                                        |                                        |                                        |                                        |                                        |                                        |                                 |                                 |                                 |                                 |                                 |                                 |                                  |                               |                               |                               |                               |                               | García Ier cte Castille († 995) |                                |                                |                                |                                |                                |                                      |                                      |                                      |                                      |                                      |                                      |                                     |                                     |                                     |                                     |                                     |                                     |            |            |            |            |            |            |                                  |                                  |                                  |                                  |                                  |                                  |  |  |  |  |  |  |  |  |  |  |  |  |  |  |
|                       |                       |                       |                       |                       |                       |  |  |  |  |  |  |                                 |                                 |                                 |                                 |                                 |                                 |                |                |                |                |                |                |                                        |                                        |                                        |                                        |                                        |                                        |                                 |                                 |                                 |                                 |                                 |                                 |                                  |                               |                               |                               |                               |                               |                                 |                                |                                |                                |                                |                                |                                      |                                      |                                      |                                      |                                      |                                      |                                     |                                     |                                     |                                     |                                     |                                     |            |            |            |            |            |            |                                  |                                  |                                  |                                  |                                  |                                  |  |  |  |  |  |  |  |  |  |  |  |  |  |  |
|                       |                       |                       |                       |                       |                       |  |  |  |  |  |  |                                 |                                 |                                 |                                 |                                 |                                 |                |                |                |                |                |                |                                        |                                        |                                        |                                        |                                        |                                        |                                 |                                 |                                 |                                 |                                 |                                 |                                  |                               |                               |                               |                               |                               |                                 |                                |                                |                                |                                |                                |                                      |                                      |                                      |                                      |                                      |                                      |                                     |                                     |                                     |                                     |                                     |                                     |            |            |            |            |            |            |                                  |                                  |                                  |                                  |                                  |                                  |  |  |  |  |  |  |  |  |  |  |  |  |  |  |
|                       |                       |                       |                       |                       |                       |  |  |  |  |  |  |                                 |                                 |                                 |                                 |                                 |                                 |                |                |                |                |                |                |                                        |                                        |                                        |                                        |                                        |                                        |                                 |                                 |                                 |                                 |                                 |                                 | Sanche Ier cte Castille († 1017) |                               |                               |                               |                               |                               |                                 |                                |                                |                                |                                |                                |                                      |                                      |                                      |                                      |                                      |                                      |                                     |                                     |                                     |                                     |                                     |                                     |            |            |            |            |            |            |                                  |                                  |                                  |                                  |                                  |                                  |  |  |  |  |  |  |  |  |  |  |  |  |  |  |
|                       |                       |                       |                       |                       |                       |  |  |  |  |  |  |                                 |                                 |                                 |                                 |                                 |                                 |                |                |                |                |                |                |                                        |                                        |                                        |                                        |                                        |                                        |                                 |                                 |                                 |                                 |                                 |                                 |                                  |                               |                               |                               |                               |                               |                                 |                                |                                |                                |                                |                                |                                      |                                      |                                      |                                      |                                      |                                      |                                     |                                     |                                     |                                     |                                     |                                     |            |            |            |            |            |            |                                  |                                  |                                  |                                  |                                  |                                  |  |  |  |  |  |  |  |  |  |  |  |  |  |  |
|                       |                       |                       |                       |                       |                       |  |  |  |  |  |  |                                 |                                 |                                 |                                 |                                 |                                 |                |                |                |                |                |                |                                        |                                        |                                        |                                        |                                        |                                        |                                 |                                 |                                 |                                 |                                 |                                 |                                  |                               |                               |                               |                               |                               |                                 |                                |                                |                                |                                |                                |                                      |                                      |                                      |                                      |                                      |                                      |                                     |                                     |                                     |                                     |                                     |                                     |            |            |            |            |            |            |                                  |                                  |                                  |                                  |                                  |                                  |  |  |  |  |  |  |  |  |  |  |  |  |  |  |
|                       |                       |                       |                       |                       |                       |  |  |  |  |  |  |                                 |                                 |                                 |                                 |                                 |                                 |                |                |                |                |                |                |                                        |                                        |                                        |                                        |                                        |                                        | García II cte Castille († 1029) | García II cte Castille († 1029) | García II cte Castille († 1029) | García II cte Castille († 1029) | García II cte Castille († 1029) | García II cte Castille († 1029) |                                  |                               |                               |                               |                               |                               | Munia Mayor ctesse Castille     | Munia Mayor ctesse Castille    | Munia Mayor ctesse Castille    | Munia Mayor ctesse Castille    | Munia Mayor ctesse Castille    | Munia Mayor ctesse Castille    |                                      |                                      |                                      |                                      |                                      |                                      | Sanche III roi Navarre († 1029)     | Sanche III roi Navarre († 1029)     | Sanche III roi Navarre († 1029)     | Sanche III roi Navarre († 1029)     | Sanche III roi Navarre († 1029)     | Sanche III roi Navarre († 1029)     |            |            |            |            |            |            | Béatrice d'Aybar                 | Béatrice d'Aybar                 | Béatrice d'Aybar                 | Béatrice d'Aybar                 | Béatrice d'Aybar                 | Béatrice d'Aybar                 |  |  |  |  |  |  |  |  |  |  |  |  |  |  |
|                       |                       |                       |                       |                       |                       |  |  |  |  |  |  |                                 |                                 |                                 |                                 |                                 |                                 |                |                |                |                |                |                |                                        |                                        |                                        |                                        |                                        |                                        | García II cte Castille († 1029) | García II cte Castille († 1029) | García II cte Castille († 1029) | García II cte Castille († 1029) | García II cte Castille († 1029) | García II cte Castille († 1029) |                                  |                               |                               |                               |                               |                               | Munia Mayor ctesse Castille     | Munia Mayor ctesse Castille    | Munia Mayor ctesse Castille    | Munia Mayor ctesse Castille    | Munia Mayor ctesse Castille    | Munia Mayor ctesse Castille    |                                      |                                      |                                      |                                      |                                      |                                      | Sanche III roi Navarre († 1029)     | Sanche III roi Navarre († 1029)     | Sanche III roi Navarre († 1029)     | Sanche III roi Navarre († 1029)     | Sanche III roi Navarre († 1029)     | Sanche III roi Navarre († 1029)     |            |            |            |            |            |            | Béatrice d'Aybar                 | Béatrice d'Aybar                 | Béatrice d'Aybar                 | Béatrice d'Aybar                 | Béatrice d'Aybar                 | Béatrice d'Aybar                 |  |  |  |  |  |  |  |  |  |  |  |  |  |  |
|                       |                       |                       |                       |                       |                       |  |  |  |  |  |  |                                 |                                 |                                 |                                 |                                 |                                 |                |                |                |                |                |                |                                        |                                        |                                        |                                        |                                        |                                        |                                 |                                 |                                 |                                 |                                 |                                 |                                  |                               |                               |                               |                               |                               |                                 |                                |                                |                                |                                |                                |                                      |                                      |                                      |                                      |                                      |                                      |                                     |                                     |                                     |                                     |                                     |                                     |            |            |            |            |            |            |                                  |                                  |                                  |                                  |                                  |                                  |  |  |  |  |  |  |  |  |  |  |  |  |  |  |
|                       |                       |                       |                       |                       |                       |  |  |  |  |  |  |                                 |                                 |                                 |                                 |                                 |                                 |                |                |                |                |                |                |                                        |                                        |                                        |                                        |                                        |                                        |                                 |                                 |                                 |                                 |                                 |                                 |                                  |                               |                               |                               |                               |                               |                                 |                                |                                |                                |                                |                                |                                      |                                      |                                      |                                      |                                      |                                      |                                     |                                     |                                     |                                     |                                     |                                     |            |            |            |            |            |            |                                  |                                  |                                  |                                  |                                  |                                  |  |  |  |  |  |  |  |  |  |  |  |  |  |  |
|                       |                       |                       |                       |                       |                       |  |  |  |  |  |  |                                 |                                 |                                 |                                 |                                 |                                 |                |                |                |                |                |                |                                        |                                        |                                        |                                        |                                        |                                        |                                 |                                 |                                 |                                 |                                 |                                 |                                  |                               |                               |                               |                               |                               | Garcia IV roi Navarre († 1054)  | Garcia IV roi Navarre († 1054) | Garcia IV roi Navarre († 1054) | Garcia IV roi Navarre († 1054) | Garcia IV roi Navarre († 1054) | Garcia IV roi Navarre († 1054) |                                      |                                      |                                      |                                      |                                      |                                      | Ferdinand Ier roi Castille († 1065) | Ferdinand Ier roi Castille († 1065) | Ferdinand Ier roi Castille († 1065) | Ferdinand Ier roi Castille († 1065) | Ferdinand Ier roi Castille († 1065) | Ferdinand Ier roi Castille († 1065) |            |            |            |            |            |            | Ramire Ier roi d'Aragon († 1063) | Ramire Ier roi d'Aragon († 1063) | Ramire Ier roi d'Aragon († 1063) | Ramire Ier roi d'Aragon († 1063) | Ramire Ier roi d'Aragon († 1063) | Ramire Ier roi d'Aragon († 1063) |  |  |  |  |  |  |  |  |  |  |  |  |  |  |

## Biographie

### Rodrigue sous le règne d'OrdoñoIerd'Oviedo
Le nouveau roi Ordoño délègue le gouvernement de ses territoires frontaliers à des membres de sa famille proche. Ceux-ci auront une grande liberté d'action en échange de leur fidélité : son frère Gatón devient comte du Bierzo et son demi-frère Rodrigue, comte de Castille. Au départ, Rodrigue n’est qu'une sorte de gouverneur des possessions asturiennes sur la rive droite de l'Èbre qui atteignent l’ancien limes. Formant une région difficile à défendre, elle est défendue par des châteaux, des castillos, ce qui lui vaut d’être appelée Castille vers l'an 800.
L'arrivée d'Ordoño Ier d'Oviedo en 850 au trône coïncide avec une nouvelle rébellion du chef des Banu Qasi, Musa II, qui contrôle la vallée de l’Èbre, entre La Rioja et Saragosse. Musa II est allié avec son demi-frère Eneko Arista, roi de Pampelune et il cherche à créer un royaume musulman indépendant de Cordoue. En 852 les troupes asturiennes et gasconnes font face aux Basques et aux troupes de Banu Qasi dans la première bataille d’Albelda (en). Les musulmans et leurs alliés gagnent la bataille. Musa II contrôle presque la totalité de La Rioja.

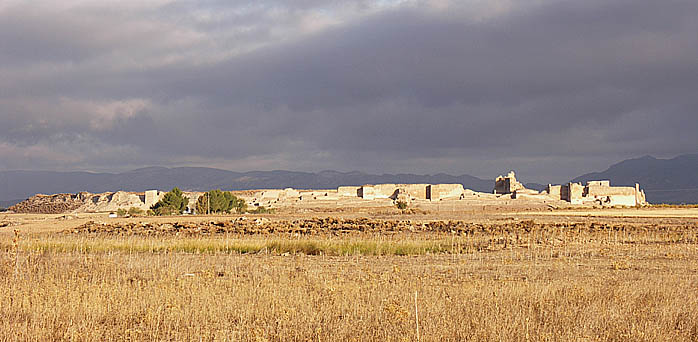
La forteresse de Calatrava.

Pendant ce temps Abd al-Rahman II meurt en 852 et son fils Muhammad Ier est nommé émir. Dans un premier temps, son règne est tranquille mais après avoir nommé vizir Hashim ben 'Abd al-Aziz, le mécontentement s’étend des Mozarabes aux muladíes. Et c’est Tolède qui va devenir le centre de la résistance au pouvoir de l'émir. Les mozarabes, dirigés par Eugenio, contestent le gouverneur musulman et conquièrent la forteresse de Calatrava, en demandant aide militaire à Ordoño. Celui-ci envoie au comte Gatón du Bierzo, qui met en échec les partisans de l’émir en Andújar en 853, bien qu’en 854 les troupes asturiennes sont battues lors de la bataille de Guadalacete (en), au sud-ouest de Tolède. Toutefois, le soulèvement se reproduit en 858. Par la suite les soulèvements se multiplieront dans Al-Andalus.

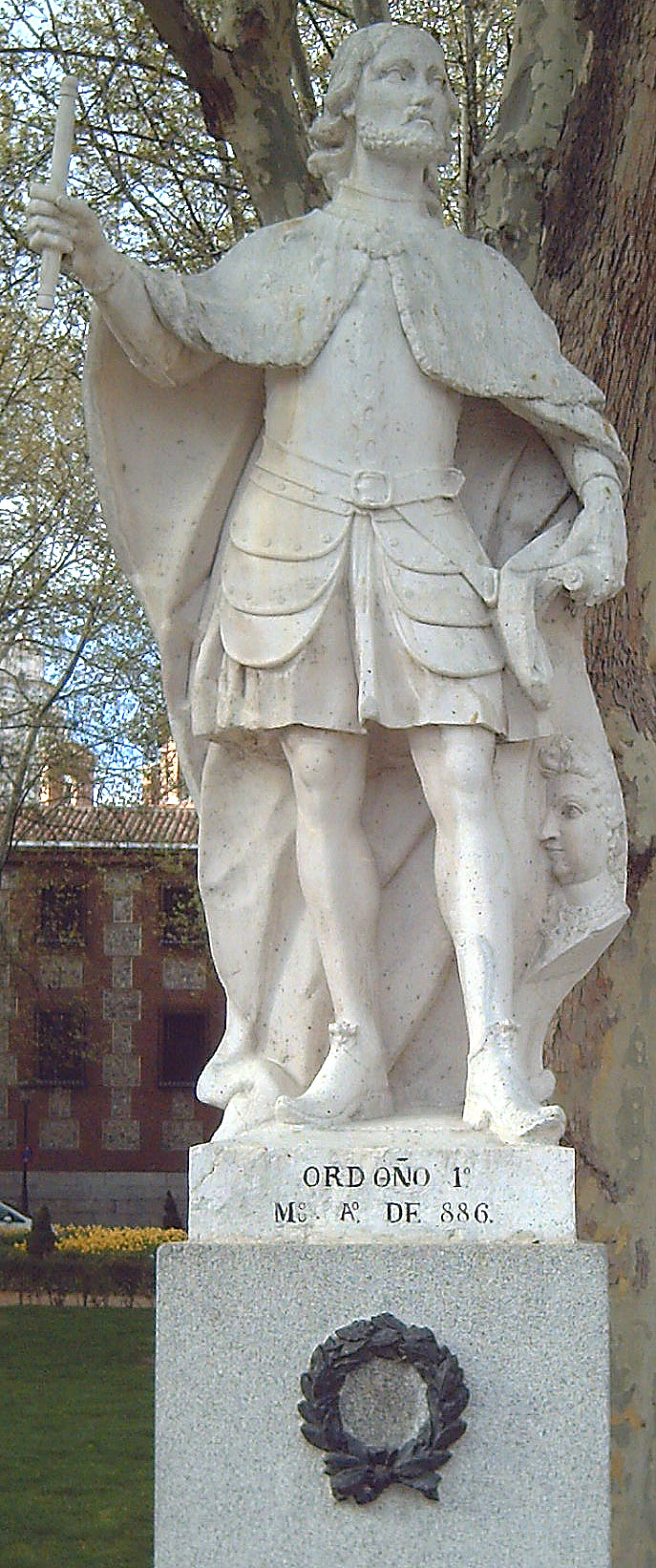
Son demi-frère, le roi Ordoño Ier d'Oviedo combat souvent aux côtés de Rodrigue.

En continuelle rébellion contre Cordoue, Musà II essaye de s’emparer de la vallée de l'Èbre et de La Rioja. En 855, il effectue une razzia contre l'Alava et Al-Qilá et après il restaure et fortifie la forteresse d'Albelda de Iregua, dans La Rioja.
En voyant la menace que cette forteresse suppose sur les territoires orientaux du royaume asturien, Ordoño Ier lance une offensive contre Albelda de Iregua. Après une lutte acharnée, Ordoño prend la forteresse et il la rase en 857. Cette bataille est à l’origine la légende de la bataille de Clavijo, écrite au XIIe siècle.
En 859, les Vikings arrivent à Pampelune et enlèvent le nouveau roi García Ier de Navarre. Après avoir payé une rançon importante, le roi retourne à Pampelune, mais la vieille alliance entre les Basques et les Banu Qasi  est rompue et García Ier devient l’allié du royaume des Asturies.
Musà II continue à combattre les Navarrais et les armées de l’émirat de Cordoue jusqu'à sa mort en 862. Pendant ce temps, son fils, Lope ben Musà, gouverneur de Tolède, rend hommage à Ordoño Ier.
La situation est propice pour promouvoir l'expansion du royaume asturien vers le sud. Le phénomène du repeuplement est soutenu et est favorisé par le roi, peut-être pour donner une solution aux problèmes liés à l'accueil d'importants groupes de mozarabes accueillis dans son royaume après les rébellions à Tolède et d'autres populations d’Al-Andalus.
Le comté de Castille, vers 860, est limité au nord par la cordillère Cantabrique, vers le sud par Sotoscueva, au nord de l’actuelle province de Burgos, Bricia, Valdivielso, Minerai, Tranche, Valdegovía et Tobalina, et en arrivant par l’est en suivant l’Èbre jusqu'à Puentelarrá et par l’ouest jusqu'à Brañosera et à Aguilar de Campoo. Rodrigue n'est pas comte d'Alava.

#### Comte de Castille

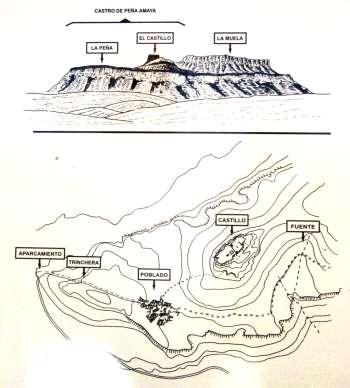
Plan archéologique d'Amaya. Rodrigue de Castille y séjourne fréquemment.

En tant que comte, Rodrigue se charge des impôts, des amendes et de la justice dans son comté. Durant les premières années de son gouvernement, il repeuple de nouveaux territoires. Cette politique est orchestrée par l’Église et les aristocrates du royaume des Asturies : l'abbé Paulo, l'abbé Rodanio, Sona et Munina, Fernando Núñez de Castrosiero et sa femme Gutina, et les évêques Severo et Ariolfo. Toutefois, à partir de 860, c’est lui qui agit et Amaya est repeuplée.
L'expansion du comté de Castille vers le sud et l'est peut se faire du fait de la faiblesse de l’émirat de Cordoue et est exécutée, à la demande du roi Ordoño, par le comte Rodrigue. À la rontière de La Rioja, il conquiert diverses forteresses et villes : Haro, Cerezo de Riotirón, Castil de Carrias et Gruau. Et il bâtit de nouvelles forteresses : Frías, Lantarón...
Mais le fait le plus marquant du règne du comte Rodrigue est le repeuplement d'Amaya en 860, ce qui permet de créer une nouvelle ligne de forteresses à Urbel del Castillo, Castil de Peones, Moradillo de Sedano, Oca y Cerasio (Cerezo de Riotirón).
Pour renforcer cette nouvelle expansion, les Asturiens attaquent les positions de l’émirat de Cordoue. Ainsi, Ordoño pille Coria tandis que le comte Rodrigue passe le col de Somosierra et pille et rase la nouvelle forteresse de Talamanca du Jarama en 863, en faisant prisonnier le gouverneur Murzuk et sa femme Balkaria, qu’il remet en liberté peu de temps après.
Muhammad Ier n’hésite pas à contre-attaquer. La même année, son fils 'Abd al-Rahmán et le général Abd al-Malik ben Abbas entrent dans les comtés d’Alava et de Castille. Rodrigue essaye d’empêcher leur retrait dans le défilé de Pancorvo. Mais les Maures se rendent compte du danger et s’enfuient par la rivière Oja. Cette expédition est un échec pour les Castillans et les troupes du comté d’Alava.

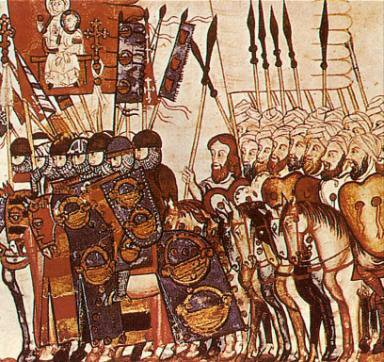
Miniature de la Reconquista.

Les Maures attaquent à nouveau en 865. Cette fois en concentrant leurs attaques surtout en Castille à la bataille de la Morcuera (es). Ibn Alanthir fait une nouvelle incursion en 866, et de nouveau le prince Abd al-Rahmán dirige l'armée contre Alava et la Castille, expédition dont il revient sans se hâter et sans regretter souffrir de lourdes pertes.
En 866, Ordoño meurt en ayant désigné son successeur, son fils Alphonse III des Asturies, qui depuis plusieurs années était gouverneur de la Galice.

### Rodrigue sous le règne d'AlfonsoIII(866-873)

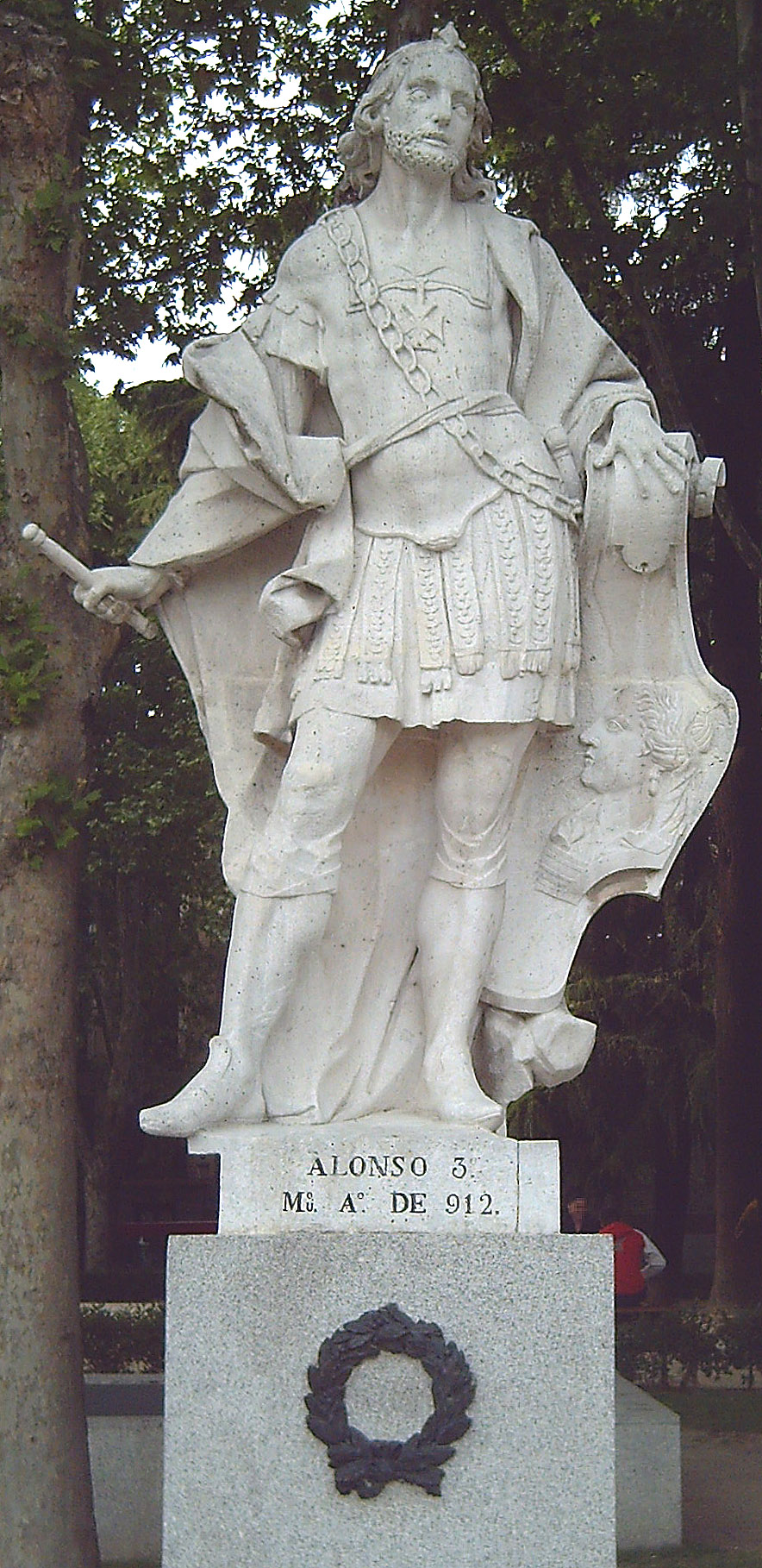
Son oncle, le roi Alphonse III des Asturies.

Son père a eu la sagesse d’associer au trône Alphonse III des Asturies dès 864 à l'âge de seize ans, et comme gouverneur de la Galice depuis 862. Quand meurt Ordoño Ier d'Oviedo, Alphonse III des Asturies se trouve à Saint-Jacques-de-Compostelle. En apprenant la mort du roi, le comte Lugo Fruela Bermúdez se révolte, atteint Oviedo et est proclamé roi, obligeant Alfonso à s'enfuir vers ses terres castillanes et alavesas et demander de l’aide au comte Rodrigue.
Pendant ce temps Rodrigue repousse une invasion maure en 866. Après cette attaque, Rodrigue et d'autres nobles proposent leur aide pour faire couronner Alphonse III des Asturies à Oviedo. Rapidement Rodrigue prépare à son armée et il se dirige vers les Asturies pour expulser Fruela.
Alphonse III des Asturies est couronné le 25 décembre 866 et c’est la première fois qui les Castillans viennent en aide à un roi à Oviedo. Indubitablement, Rodrigue va maintenant avoir une grande influence sur le nouveau roi, alors qu'il était resté jusqu'ici qu'un vassal des rois des Asturies. Le comte au début de l’année 867 doit retourner à Castille, pour faire face à de nouvelles difficultés.
Les Maures pénètrent à nouveau dans les comtés d’Alava et de Castille. Cette fois ils sont dirigés par un autre fils de l'émir Muhammad, al-Hakam. Celui-ci arrive jusqu'à Djernik (Herrenchun?), ville que ses troupes attaquent et pillent, pour ensuite passer par la vallée de Mena, par Espinosa de los Monteros et Bricia. Ils envahissent la région de Reinosa, en Cantabrie. Mais, le comte Rodrigue s’en retournant d’Oviedo est là. Al-Hakam retourne à Cordoue, après quelques combats contre les chrétiens. C’est le dernier raid des musulmans avant bien des années. Après 867, l’émirat de Cordoue connaît une recrudescence de ses problèmes internes.

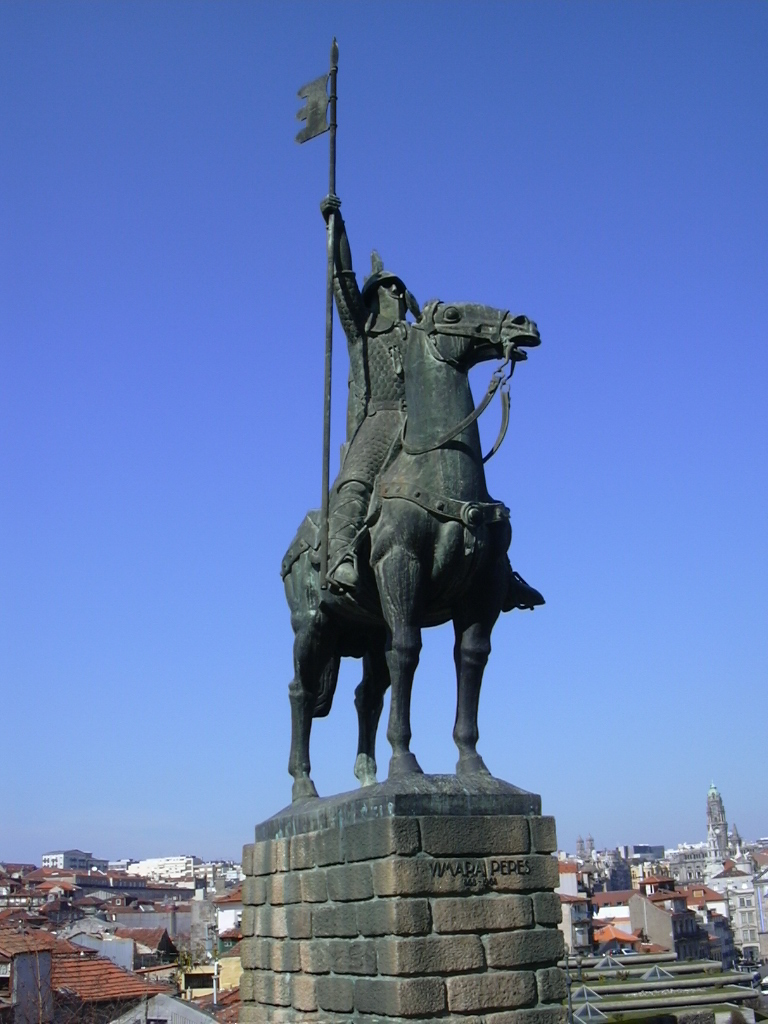
Vímara Peres est un noble galicien qui est à l’origine du comté du Portugal, comme Rodrigue est le fondateur de la Castille.

D'autre part, profitant des problèmes successoraux, un grand seigneur ou un comte appelé Eglyón ou Elyón se révolte en Alava. Rodrigue écrase la rébellion en 868, sans même sortir son épée. Cela lui donne un prétexte pour joindre le comté d’Alava à ses terres. Bien que son nom n’apparaisse pas dans parmi les signatures des documents de l'évêché de Valpuesta, si ce n’est sur une donation à Obarenes (870) et sur une lettre du monastère de San Millán de Salcedo (18 avril 873), dans la vallée de Kuartango, avec celle du seigneur sarrasin Muñoz, qui pourrait être le gouverneur de Rodrigue dans ses terres d’Alava, même si le comte est Vela Jiménez à partir de 870, et que celui-ci se marie avec l'une des petites-filles de Rodrigue.
Nous avons déjà dit que les attaques des Maures s’arrêtent à partir de 867. Alphonse III des Asturies est considéré comme le véritable idéologue de la Reconquista. C'est lui qui est à l’origine de l'idée d'une restauration de l'ancien royaume wisigoth. Il continue les reconquêtes commencées par son père.
Entre-temps, à l'ouest le comte Vímara Peres arrive à Porto en 868, à l’est du royaume des Asturies. Son objectif à lui aussi est de bâtir des forteresses à la faveur de l'expansion du royaume asturien. Entre 868 et 873, année de la mort du comte Rodrigue, les Castillans en effet le font en construisant la forteresse de Pancorvo et celle de Cellorigo, dans le comté d’Alava. Mais les Maures conservent d'autres importantes places fortes, comme Ibrillos, Grañón, et Carazo.
Les dernières apparitions sur des documents d’archives du comte Rodrigue datent de 873 : la donation qu'Oveco et Gontroda font au monastère de San Mamés de Obarenes, et une autre lettre, dans laquelle les moines de San Pedro de Tejada font obéissance à l'abbé Acisclo, qui succède au fondateur, l'abbé Rodanio.
Il existe également des actes datant des années 863, 864, 869 et 871, dans lesquels le nom du comte de Castille est Diego, le fils de Rodrigue. On suppose normalement que ces actes, bien qu'authentiques, sont antidatés. Le décès de Rodrigue survient le 4 octobre 873.

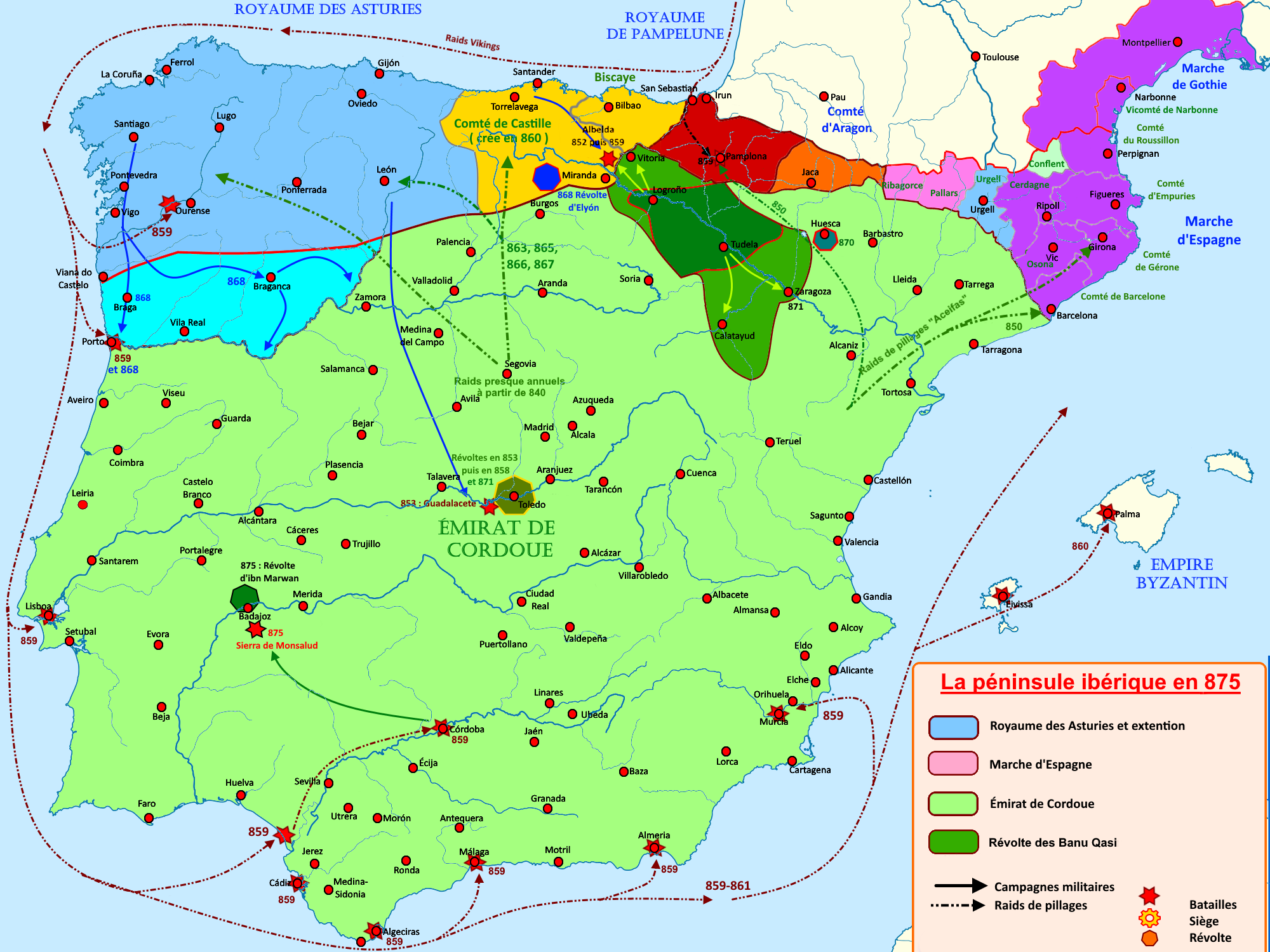
Comté de Castille de 850 à 875.

### Extension du comté de Castille en 873

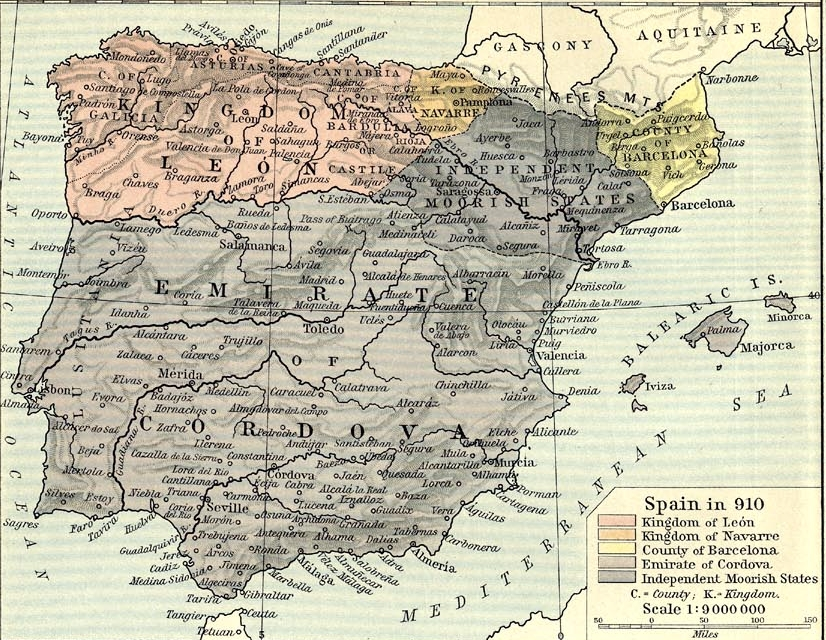
L’Espagne en 910. La Castille commence à apparaître sur les cartes.

Le comté de Castille s’agrandit considérablement pendant le règne du comte Rodrigue. Au sud, il arrive à Amaya en 860. En outre, Alava est incorporé au comté de Castille, pour une période très courte.
Des forteresses musulmanes sont prises Pancorvo, Cellorigo, Cerezo de Río Tirón, Castil de Carrias, Briones, Grañón et Ibrillos. La situation de Pancorvo qui empêchait l'avance castillane vers les terres des montagnes de Oca. Face à ces forteresses apparaissent les fortifications de Lantarón et de Termino.
C’est à cette époque les troupes d’Alava conquièrent Cellorigo et peut-être Buradón, et les Castillans prennent Pancorvo et les châteaux-forts aux alentours. Comme cela ils arrachent aux Maures les portes des comtés d’Alava et de Castille.
Une nouvelle ligne de forteresses va apparaître pour protéger ces nouveaux territoires, des constantes attaquées des Sarrasins par ce flanc du royaume des Asturies.
En définitive, le comte Rodrigue est une sorte de bouclier des royaumes chrétiens. En profitant des moments de faiblesse des émirs, il réorganise la ligne frontalière et pousse les frontières du comté jusqu'à Amaya et les montagnes Obarenes. Après les razzias d'abord de Musà et de Muhammad I, il parvient à défendre la frontière de La Rioja. Il a aussi obtenu plus de pouvoirs et à sa mort, c’est son fils Diego Rodrigez « Porcelos » qui lui succède.

## Mariage et descendance
Rodrigue de Castille se marie peut-être avec Sancha Diez de las Asturias, fille du comte Diego de las Asturias. Ils ont deux ou peut-être trois enfants :
- Diego de Castille, comte de Castille ;
- N Rodriguez de Castille x Munio Núñez, comte de Castille ;
- (hyp) Sula Diez de Castille x Núño, comte de Amaya, un des fils cadets de Ordoño.